# Celonoptera mirificaria
Celonoptera mirificaria là một loài bướm trong họ Geometridae. Chúng được mô tả lần đầu vào năm 1862 bởi Lederer. Loài này thường xuất hiện ở châu Âu.